# Chrysuronia
Chrysuronia és un gènere d'ocells de la subfamília dels troquilins (Trochilinae) dins la família dels troquílids (Trochilidae).

## Taxonomia
Antany era considerat un gènere amb una única espècie: Chrysuronia oenone, però un estudi filogenètic molecular publicat el 2014, va mostrar que tant Amazilia com Lepidopyga eren gèneres polifilètics. El taxó va ser revisat i van ser incloses espècies adés ubicades a Amazilia, Lepidopyga i Hylocharis.

Actualment s'inclouen 9 espècies dins aquest gènere:
- colibrí de Goudot (Chrysuronia goudoti) – antany a Lepidopyga.
- colibrí safir cua de foc (Chrysuronia oenone).
- colibrí amazília versicolor (Chrysuronia versicolor) – antany a Amazilia.
- colibrí de gorja safir (Chrysuronia coeruleogularis) – antany a Lepidopyga.
- colibrí de ventre safir (Chrysuronia lilliae) – antany a Lepidopyga.
- colibrí amazília de Humboldt (Chrysuronia humboldtii) – antany a Hylocharis.
- colibrí amazília de caputxa blava (Chrysuronia grayi) – antany a Amazilia.
- colibrí amazília becnegre (Chrysuronia brevirostris) – antany a Amazilia.
- colibrí amazília ventreblanc (Chrysuronia leucogaster) – antany a Amazilia.